# 박제언
박제언(1993년 3월 11일~)은 대한민국의 전직 노르딕 복합 선수이다. 2015년 세계 노르딕 스키 선수권 대회에 대한민국 대표로 참가하였고, 2018년 동계 올림픽에 대한민국 선수로는 최초로 올림픽 노르딕 복합에 참가했다.

## 어린 시절
평창군 출신이다. 아버지 박기호는 크로스컨트리 스키 선수 출신 스키 지도자로 1984년 동계 올림픽과 1988년 동계 올림픽에 참가했으며, 어머니 김영숙은 필드하키 선수 출신으로 1988년 하계 올림픽 은메달리스트이다.

## 국가대표
대한민국 평창이 2018년 동계 올림픽의 개최국이 되면서 대한민국은 스키 분야의 전 종목 출전을 목표로 2013년 본격적으로 선수 육성을 시작한다. 그때 노르딕 복합의 첫 국가대표로 뽑힌 것이 바로 박제언이다. 그러나 전담 코치가 사실상 없어 1년도 되지 않아 코치가 바뀌는 일이 예사였다. 2018년 동계 올림픽에 기술담당 코치로 그를 지도한 올림픽 메달리스트 출신인 요우코 카리알라이넨은 2017년 11월에야 합류했다. 이런 열악한 환경에서 그는 2017년 2월 평창에서 열린 노르딕 복합 월드컵 개인전에서 28분 32초 06의 기록으로 30위에 오르며 자력으로 올림픽 티켓을 손에 넣었다. 2018년 동계 올림픽에서 노르딕 복합의 유일한 대한민국 대표로 출전한다. 그는 “출전권을 획득했을 땐 올림픽에 출전하게 됐다는 생각에 무척 기뻤고 떨렸다. 우리나라 첫 노르딕복합 국가대표로서 사명감을 갖고 최고의 성적을 거두고 싶다”고 말했다.
그는 2월 14일 열린 2018년 동계 올림픽 노르딕복합 첫 경기 노멀힐 개인전 / 10㎞에서 그는 30분 56초 5로 47명 중 46위에 자리했다. 그는 경기가 끝나고 "연습을 많이 했고, 20∼30위대를 유지했기에 10위 후반대도 내심 노렸는데, 긴장을 너무 많이 해서 자세가 흐트러졌다", "올림픽이 끝나면 지금 만큼의 관심이나 지원은 받지 못할 테니, 뭘 보여줘야 이어질 텐데…부담감이 커요."라고 답했다. 처음에 함께 대한민국 국가대표로 선발된 다른 선수가 버티지 못하고 떠나면서 그는 유일한 대한민국 국가대표로써 활동을 이어갔다. 또한 노르딕 복합 종목과 더불어 스키점프 남자 단체 라지힐에도 출전했다.